# Abnousse Shalmaniová
Abnousse Shalmaniová (nepřechýleně Abnousse Shalmani; * 1977, Teherán) je francouzská spisovatelka íránského původu.

## Život a dílo
Narodila se a vyrůstala v Íránu, již odmala byla jako dívka konfrontována s postavením a rolí ženy v islámu, s nošením šátku. Už jako dítě se na ulici snažila vzpírat tomuto systému, utíkala a svlékala se do naha. Její rodina z Íránu utekla do Francie, od roku 1985 žije v Paříži. V roce 2016 vydala svoji první autobiograficky laděnou knihu s názvem Chomejní, Sade a já.

### České překlady z francouzštiny
- Chomejní, Sade a já (orig. 'Khomeiny, Sade et moi', 2014[9]). 1. vyd. Praha: Garamond, 2016. 280 S. Překlad: Jakub Marek, Iveta Picková